# Ministère de la Santé (Bénin)
Pour les articles homonymes, voir Ministère de la Santé.
Le ministère de la Santé est le département ministériel du gouvernement béninois chargée de la mise en œuvre de la politique du gouvernement dans le domaine de la santé publique.
Le siège central du ministère se situe au quartier Sodjatinmé Rue 1684 dans le 4e arrondissement de Cotonou

## Liste des ministres de la Santé
- 2016-2018 : Alassane Seidou
- depuis 2018 : Benjamin Hounkpatin